# Wewnętrzny krąg
 Wewnętrzny krąg (ros. Ближний круг, Bliżnyj krug) – radziecki dramat historyczny z 1991 roku w reżyserii Andrieja Konczałowskiego.

## Obsada
- Tom Hulce jako Iwan Sańszyn
- Lolita Davidovich jako Anastasija
- Bob Hoskins jako Beria
- Aleksandr Zbrujew jako Stalin
- Feodor Chaliapin Jr. jako profesor Bartniew
- Bess Meyer jako Katia w wieku 17 lat
- Aleksandr Filippienko jako major Chitrow
- Wsiewołod Łarionow jako generał Rumiancew
- Irina Kupczenko jako dyrektorka
- Oleg Tabakow jako Własik